# Barthe

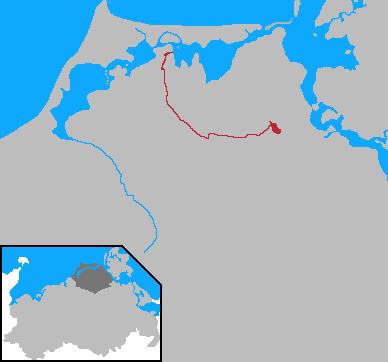
Ån Barthes läge i Vorpommern

Barthe är en 35 km lång å i nordtyska förbundslandet Mecklenburg-Vorpommern. Ån avvattnar en yta av 343 km².

## Sträckning
Ån kommer från sjön Borgwallsee och rinner i västlig riktning mot orten Altenhagen. Därifrån flyter Barthe norrut och mynnar ut i Östersjön väster om staden Barth. 